# Kanmon (most)
Most Kanmon (jap. 関門橋 Kanmon-kyō, wym. Kammon-kyō) - most wiszący ponad cieśniną Kanmon, łączący miejscowość Shimonoseki na wyspie Honsiu i miasto Kitakiusiu na wyspie Kiusiu. 
Most Kanmon został otwarty 14 listopada 1973 r. dla pojazdów, a cała droga ekspresowa na wyspę Kiusiu w dniu 27 marca 1984 r. 
Długość przęsła wiszącego pomiędzy pylonami wynosi 712 metrów.